# Sören Thurell
Sören Thurell, född 1933, är en svensk arkitekt, tecknare och målare.
Han var son till distriktslantmätaren Torsten Fredrik Thurell och Fredrika Nauckhoff. Thurell studerade till arkitekt vid Kungliga tekniska högskolan i Stockholm och har vid sidan av sitt arbete varit verksam som konstnär. Han medverkade bland annat i Nationalmuseums utställning Unga tecknare och med en serie akvareller på Galleri Surbrunn i Stockholm. Som skriftställare och arkitekt utgav han några böcker om att vårda och renovera trähus.